# Milan Aksentijević
Milan Aksentijević, srbski častnik, * 1. september 1935, Kragujevac, Jugoslavija.
Aksentijević je kot generalmajor jugoslovanske ljudske armade igral pomembno vlogo pri poskusu zatrtja neodvisnosti Slovenije v slovenski osamosvojitveni vojni. Kasneje je sodeloval tudi v hrvaški osamosvojitveni vojni ter v vojni v Bosni. Danes živi v Sloveniji, kjer je aktiven v skupinah za Srbe v Sloveniji.

## Zgodnje življenje
Milan Aksentijević se je rodil 1. septembra 1935 v družini pravoslavnega duhovnika Živojina Aksentijevića v Kragujevcu. Njegovi starši so bili leta 1941 ubiti v poboju med drugo svetovno vojna. Leta 1951 se je kot z družino preselil v Slovenijo. 1953 je končal Šolo za aktivne inženirsko-kemijske oficirje JNA. Bil je član Zveze komunistov Jugoslavije. 1. avgusta 1953 je začel aktivno službo v JNA, kjer je opravljal vrsto funkcij.
Na prvih večstrankarskih volitvah v Sloveniji aprila 1990 je bil Aksentijević edini predstavnik JNA, ki je bil izvoljen v slovenski parlament kot delegat JNA v Zbornici združenega dela. Aksentijević je bil eden redkih poslancev slovenskega parlamenta, ki je 25. junija 1991 glasoval proti deklaraciji o neodvisnosti Slovenije. Funkcijo delegata je opravljal do 28. avgusta 1991.

## Razpad Jugoslavije

### Slovenska osamosvojitvena vojna
Aksentijević je slovenski osamosvojitvi nasprotoval. 22. maja 1991 je v pekrskih dogodkih, takrat še podpolkovnik, Mariborčanom do naslednjega dne postavil rok, da ugodijo ultimatu o izročitvi denarja, nabornikov, podatkov o nabornikih in zaprtju vadbenega centra Teritorialne obrambe Republike Slovenije. Zahteve Aksentijevića so bile ignorirane. Med osamosvojitveno vojno je Aksentijević poveljeval vojašnici, ki jo je obkolila teritorialna obramba. V intervjuju za BBC-jev dokumentarec The Death of Yugoslavia se je spomnil, kako je jezno zahteval ukaze od vrhovnega poveljstva JNA in se spraševal: »Ali smo vojska ali nismo? ... Če smo vojska, bi morali ukrepati. Če ne, bi se morali umakniti«.

### Hrvaška osamosvojitevena vojna
Po osamosvojitvi Slovenije je bil napoten na Hrvaško in tam sodeloval v hrvaški osamosvojitveni vojni na strani Jugoslavije. 13. septembra 1991 je bil ujet pri Tušiloviću, ko so Hrvati s streljanjem njegov helikopter prisilili v pristanek. Po sedemdesetih dneh v zaporu Remetinec so Aksentijevića kasneje zamenjali za Antona Kikaša.

### Vojna v Bosni
Od julija 1991 do 31. decembra 1991 je bil Aksentijević pomočnik poveljnika 5. vojaškega okrožja JNA za moralno vzgojo in pravne zadeve. Kasneje je bil med vojno v Bosni imenovan za vodjo skupine za sodelovanje z mirovnimi silami OZN v Sarajevu, kjer je ostal do prisilne upokojitve 12. maja 1992. Aksentijević je bil v Bosni glavni pogajalec s podpredsednikom predsedstva Bosne in Hercegovine Ejupom Ganićem o izpustitvi Alije Izetbegovića in dogodkih okoli obračuna v Dobrovoljački ulici v Sarajevu 3. maja 1992.

## Kasnejše življenje
Januarja 1992 je Slovenija Aksentijeviću zaradi njegove vloge v osamosvojitevni vojni odvzela slovensko državljanstvo. Njegovo družino, vključno z ženo, ki je Slovenka, so izgnali iz stanovanja. Marca 1995 se je Aksentijević vrnil v Slovenijo s turistično vizo in mu je bilo nato dovoljeno ostati v Sloveniji. Vrnitev Aksentijevića je razburila slovensko javnost, obsodila sta jo tudi poslanca Janez Janša in Zmago Jelinčič. Obtožbe proti Aksentijeviću zaradi domnevnih vojnih zločinov v osamosvojitveni vojni so bile leta 2002 zaradi pomanjkanja dokazov umaknjene, kljub temu pa mu niso dovolili pridobiti slovenskega državljanstva. 
Aksentijević je leta 2008 sprožil tožbo proti Zmagu Jelinčiču, ker je ta na seji državnega zbora izjavil, da ob spremembi zakona o pravicah pokojninskega in invalidskega zavarovanja vojaških zavarovancev, obstajala nevarnost, da bi pokojnino dobil tudi Aksentijević, ki se je boril proti Sloveniji. Aksentijević je trdil, da se ni nikoli boril proti Sloveniji.
Aksentijević trenutno živi na Golniku in je aktiven v različnih skupinah Srbov v Sloveniji ter skupini za Izbrisane.